# Women's Asia Pacific Sevens Championship 2010
El Women's Asia-Pacific Sevens Championship de 2010 fue la primera edición del torneo de rugby 7 en la que compitieron seleccionados femeninos de Asia y Oceanía.
Se disputó en la ciudad de Kota Kinabalu en Malasia.

## Fase de grupos

### Grupo A
| Pos. | Equipo     | Encuentros | Encuentros | Encuentros | Encuentros | Tantos  | Tantos    | Tantos     | Puntos |
| Pos. | Equipo     | jugados    | ganados    | empatados  | perdidos   | a favor | en contra | diferencia | Puntos |
| ---- | ---------- | ---------- | ---------- | ---------- | ---------- | ------- | --------- | ---------- | ------ |
| 1    | Kazajistán | 2          | 2          | 0          | 0          | 53      | 0         | 53         | 6      |
| 2    | Tonga      | 2          | 1          | 0          | 1          | 25      | 24        | 1          | 4      |
| 3    | Islas Cook | 3          | 1          | 0          | 2          | 0       | 54        | -54        | 2      |

### Grupo B
| Pos. | Equipo             | Encuentros | Encuentros | Encuentros | Encuentros | Tantos  | Tantos    | Tantos     | Puntos |
| Pos. | Equipo             | jugados    | ganados    | empatados  | perdidos   | a favor | en contra | diferencia | Puntos |
| ---- | ------------------ | ---------- | ---------- | ---------- | ---------- | ------- | --------- | ---------- | ------ |
| 1    | Papúa Nueva Guinea | 3          | 3          | 0          | 0          | 74      | 10        | 64         | 9      |
| 2    | Samoa              | 3          | 1          | 0          | 2          | 56      | 19        | 37         | 5      |
| 3    | Singapur           | 3          | 1          | 0          | 2          | 14      | 39        | -25        | 5      |
| 4    | India              | 3          | 1          | 0          | 2          | 10      | 86        | -76        | 5      |

#### Copa de plata
|  | Copa de plata | Copa de plata | Copa de plata |       |       | Quinto puesto | Quinto puesto | Quinto puesto |  |
|  |               |               |               |       |       |               |               |               |  |
|  |               |               |               |       |       |               |               |               |  |
|  | Samoa         | Samoa         | 12            |       |       |               |               |               |  |
|  | Samoa         | Samoa         | 12            |       |       |               |               |               |  |
|  | India         | India         | 0             |       |       |               |               |               |  |
|  | India         | India         | 0             |       | Samoa | Samoa         | 14            |               |  |
|  |               |               |               |       | Samoa | Samoa         | 14            |               |  |
|  |               |               | Tonga         | Tonga | 7     |               |               |               |  |
|  |               |               | Tonga         | Tonga | 7     |               |               |               |  |
|  |               |               |               |       |       |               |               |               |  |
|  |               |               |               |       |       |               |               |               |  |
|  |               |               |               |       |       |               |               |               |  |
|  |               |               |               |       |       |               |               |               |  |

#### Copa de oro
|  | Cuartos de final | Cuartos de final   | Cuartos de final   |                    |            | Semifinales | Semifinales  | Semifinales  |              |            | Copa       | Copa     | Copa |  |
|  |                  |                    |                    |                    |            |             |              |              |              |            |            |          |      |  |
|  |                  |                    |                    |                    |            |             |              |              |              |            |            |          |      |  |
|  | Kazajistán       | Kazajistán         | 50                 |                    |            |             |              |              |              |            |            |          |      |  |
|  | Kazajistán       | Kazajistán         | 50                 |                    |            |             |              |              |              |            |            |          |      |  |
|  | India            | India              | 5                  |                    |            |             |              |              |              |            |            |          |      |  |
|  | India            | India              | 5                  |                    | Kazajistán | Kazajistán  | 19           |              |              |            |            |          |      |  |
|  |                  |                    |                    |                    | Kazajistán | Kazajistán  | 19           |              |              |            |            |          |      |  |
|  |                  |                    | Islas Cook         | Islas Cook         | 0          |             |              |              |              |            |            |          |      |  |
|  | Islas Cook       | Islas Cook         | Islas Cook         | Islas Cook         | 0          | 12          |              |              |              |            |            |          |      |  |
|  | Islas Cook       | Islas Cook         |                    |                    |            |             |              |              |              |            |            |          |      |  |
|  | Samoa            | Samoa              | 10                 |                    |            |             |              |              |              |            |            |          |      |  |
|  | Samoa            | Samoa              | 10                 |                    |            |             |              |              |              | Kazajistán | Kazajistán | 22       |      |  |
|  |                  |                    |                    |                    |            |             |              |              |              | Kazajistán | Kazajistán | 22       |      |  |
|  |                  |                    | Papúa Nueva Guinea | Papúa Nueva Guinea | 115        |             |              |              |              |            |            |          |      |  |
|  |                  |                    | Papúa Nueva Guinea | Papúa Nueva Guinea | 115        |             |              |              |              |            |            |          |      |  |
|  |                  |                    |                    |                    |            |             |              |              |              |            |            |          |      |  |
|  |                  |                    |                    |                    |            |             |              |              |              |            |            |          |      |  |
|  |                  | Papúa Nueva Guinea | Papúa Nueva Guinea | 54                 |            |             | Tercer lugar | Tercer lugar | Tercer lugar |            |            |          |      |  |
|  |                  |                    |                    | 54                 |            |             | Tercer lugar | Tercer lugar | Tercer lugar |            |            |          |      |  |
|  |                  |                    | Singapur           | Singapur           | 0          |             |              |              |              |            |            |          |      |  |
|  | Singapur         | Singapur           | Singapur           | Singapur           | 0          | 12          |              |              | Islas Cook   | Islas Cook | 10         |          |      |  |
|  | Singapur         | Singapur           |                    |                    |            |             |              |              | Islas Cook   | Islas Cook | 10         |          |      |  |
|  | Tonga            | Tonga              | 5                  |                    |            |             |              |              |              |            | Singapur   | Singapur | 5    |  |
|  | Tonga            | Tonga              | 5                  |                    |            |             |              |              |              |            | Singapur   | Singapur | 5    |  |
|  |                  |                    |                    |                    |            |             |              |              |              |            |            |          |      |  |

| Bandera de Kazajistán |
| Campeón Kazajistán    |
| Primer título         |